# Schwenckieae
Schwenckieae, tribus pomoćnica (Solanaceae) od 3 biljna roda. Tipični rod je Schwenckia s 21 vrstom uglavnom iz tropske Južne Amerike.

## Opis
Schwenckieae (Solanaceae) je malo pleme s neotropskom rasprostranjenošću, predstavljeno s tri roda, Schwenckia, Melananthus i Heteranthia, skupina koja sadrži približno 31 vrstu. To je jedino pleme Solanaceae koje je morfološki karakterizirano dodacima u vjenčiću. Cvjetovi većine vrsta ovog plemena obično imaju latice s izbočenim limbom, s dva bočna režnja i središnjim režnjama koji se ovdje naziva “apendiks”, a koji varira u veličini i obliku. Prisutnost dodataka vjenčića smatra se važnom taksonomskom karakteristikom, ali je njegova funkcija još uvijek nepoznata. Cvjetne značajke, poput cjevastog vjenčića, otvaranja cvijeta noću i mirisa, upućuju na oprašivanje koje vrše moljci i da su dodaci uključeni u proces, djelujući kao strukture za izlučivanje mirisa (osmofori), što je ovdje testirana hipoteza. Trenutno smo istraživali mikromorfologiju i anatomiju četiriju vrsta Schwenckie, S. americana (i dvije varijante), S. angustifolia, S. curviflora i S. novaveneciana te jedne vrste Melananthus, M. fasciculatus. Apendiksi imaju sekretorne karakteristike, s jednostrukim hrapavim žljezdanim epidermisom, odsutnošću stomata, anfikrivalnim vaskularnim snopom, s razvijenijim floematskim nego ksilematskim dijelom i parenhimskim tkivom sa škrobnim zrncima, koja se troše u fazi anteze. Senzorski test pokazao je jak i sladak miris. Anatomska analiza pokazala je da ovaj miris nije potjecao samo iz apendiksa, već i iz bočnih režnjeva vjenčića koji imaju papilarnu žljezdanu površinu. S. americana var. americana je jedina svojta bez mirisa, koja je ipak zadržala metaboličku aktivnost u apendiksima, što dokazuje neutralno crveno. Prisutnost hlapljivih spojeva, poput eteričnih ulja i fenolnih spojeva, navodi se kao dio cvjetnog buketa, a akumulacija rezervi lipida u fazi prije anteze i njihova potrošnja u fazi nakon anteze ukazuje da su dodaci osmofori s definiranim morfološki identitet. Ovi rezultati potvrđuju da apendiksi prisutni u plemenu Schwenckieae imaju osmogenu funkciju i moraju biti uključeni u mehanizam privlačenja oprašivača.

## Rodovi
1. Melananthus Walp. (5 spp.)
2. Heteranthia Nees & Mart. (1 sp.)
3. Schwenckia L. (21 spp.)